# ドイツ系アメリカ人協会

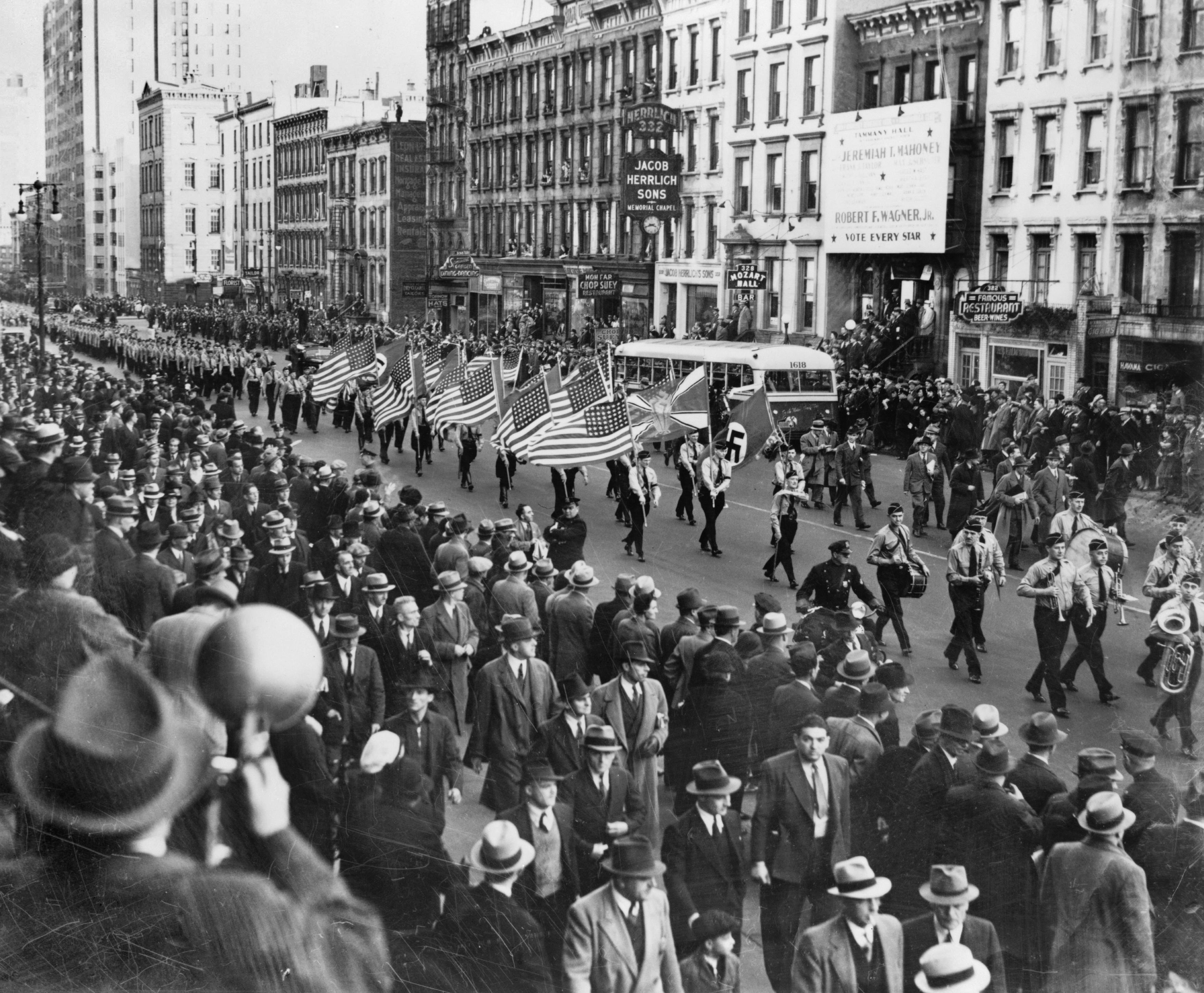
ニューヨークをパレードする同盟員（1939年）

ドイツ系アメリカ人協会（英: German-American Bund、German-American Federation、独: Amerikadeutscher-Bund、Amerikadeutscher Volksbund、略称：AV）は、アメリカ合衆国におけるゲルマン主義によるナチズムの団体。

## 概要
1936年4月にドイツ系アメリカ人（ゲルマン系ドイツ人移民）で、フォード社の技術者だったフリッツ・クーンらによって右翼団体として結成された。
建前はナチス政権と無関係を装ったが、裏腹では結成直後からゲルマンを頂点とする親ナチ・反ユダヤの態度を隠そうとせず、ニュージャージー州とニューヨーク州のドイツ系コミュニティーを拠点とした。
クーンが以前に属した「新生ドイツの友」が、ドイツ外務省の命で解散させられたため、その後身である「ドイツ系アメリカ人協会」は、ナチス・ドイツ政府の支持を仰ぐなど密接に関わっている。アメリカ共産党やアシュケナジム系ユダヤ人団体、ニューディーラーとしばしば敵対を繰り返していた。
当初、アメリカ政府は、この問題に不介入姿勢をとっていたが、1941年以降クーンら指導部が逮捕され、組織は壊滅。クーンらは1945年に釈放されて、ドイツに強制送還された。